# Zhōnghuá Mínguó Hǎijūn
La Marina della Repubblica di Cina (中華民國海軍T, Zhōnghuá Mínguó HǎijūnP in inglese Republic of China Navy) è la marina militare della Repubblica di Cina, meglio nota come Taiwan.

## Flotta
| Immagine | Classe                     | Nome | Tipo               | N | EIS  | Note                                                       |
| -------- | -------------------------- | --- | ------------------ | - | ---- | ---------------------------------------------------------- |
|          | classe Hai Lung            | Hai Lung (SS-793) Hai Hu (SS-794) | Sottomarino        | 2 | 1987 | Versione modificata della classe Zwaardvis                 |
|          | classe Hai Shih            | Hai Shih (SS-791) Hai Bao (SS-792) | Sommergibile       | 2 | 1973 | Uno ex classe Tench e l'altro ex classe Balao              |
|          | classe Kee Lung            | Kee Lung (DDG-1801, ex-USS Scott) Su Ao (DDG-1802, ex-USS Callaghan) Tso Ying (DDG-1803, ex-USS Kidd) Ma Kong (DDG-1805, ex-USS Chandler)                                                                    | Cacciatorpediniere | 4 | 2005 | Ex classe Kidd                                             |
|          | classe Cheng Kung          | Cheng Kung (FFG-1101) Cheng Ho (FFG-1103) Chi Kuang (FFG-1105) Yueh Fei (FFG-1106) Tzu I (FFG-1107) Pan Chao (FFG-1108) Chang Chien (FFG-1109) Tian Dan (FFG-1110)                                           | Fregata            | 8 | 1993 | Ex classe Oliver Hazard Perry                              |
|          | classe Chi Yang            | Fong Yang (FF-933, ex-USS Brewton) Fen Yang (FF-934, ex-USS Kirk) Lan Yang (FF-935, ex-USS Joseph Hewes) Hwai Yang (FF-937, ex-USS Barbey) Ning Yang (FF-938, ex-USS Aylwin) Yi Yang (FF-939, ex-USS Valdez) | Fregata            | 6 | 1990 | Ex classe Knox                                             |
|          | classe Kang Ding           | Kang Ding (FFG-1202) Si Ning (FFG-1203) Wu Chang (FFG-1205) Di Hua (FFG-1206) Kun Ming (FFG-1207) Chen De (FFG-1208)                                                                                         | Fregata            | 6 | 1996 | Versione modificata della classe La Fayette                |
| -        | classe Oliver Hazard Perry | - | Fregata            | - | -    | 4 unità usate della classe Oliver Hazard Perry da ordinare |

## Mezzi aerei
Sezione aggiornata annualmente in base al World Air Force di Flightglobal del corrente anno. Tale dossier non contempla UAV, aerei da trasporto VIP ed eventuali incidenti accorsi durante l'anno della sua pubblicazione. Modifiche giornaliere o mensili che potrebbero portare a discordanze nel tipo di modelli in servizio e nel loro numero rispetto a WAF, vengono apportate in base a siti specializzati, periodici mensili e bimestrali. Tali modifiche vengono apportate onde rendere quanto più aggiornata la tabella.
| Aeromobile                           | Origine     | Tipo           | Versione (denominazione locale) | In servizio (2024) | Note | Immagine |
| Aeromobili a pilotaggio remoto - UAV |             |                |                                 |                    | |          |
| General Atomics MQ-9 SeaGuardian     | Stati Uniti | UAV            | MQ-9B                           | 0                  | Il 3 novembre 2020, il Dipartimento di Stato americano ha approvato la vendita a Taiwan di 4 UAV armati MQ-9B SeaGuardian e relative apparecchiature per circa 600 milioni di dollari. Il 24 agosto 2022, è stato ufficializzato l'acquisto di 4 MQ-9B SeaGuardian, con consegne a partire dal 2025. |          |
| Elicotteri                           |             |                |                                 |                    | |          |
| Sikorsky SH-60 Thunderhawk           | Stati Uniti | elicottero ASW | S-70C(M)-1S-70C(M)-2            | 17                 | 21 S-70C(M), acquistati tra il 1990 ed il 1997. |          |
| MD Helicopters MD 500                | Stati Uniti | elicottero ASW | MD500 ASW                       | 7                  | 19 MD500 sono stati acquistati nel 1977, dotati di skid rialzati per ospitare due siluri Mk 44 o Mk 46 ed equipaggiati con radar di ricerca Bendix RDR-1300 e rilevatori di anomalie magnetiche rimorchiati ASQ-81C (V) 2 (MAD).                                                                     |          |